# 元老院 (レソト)
元老院（げんろういん、ソト語: Senate ea Lesotho）は、レソトの立法府である王国議会を構成する議院（上院）。

## 概要
定員33名、任期5年。22名は伝統的な部族長、11名は首相の助言に基づいて国王が任命する。